# ルチアーノ・ラウラーナ

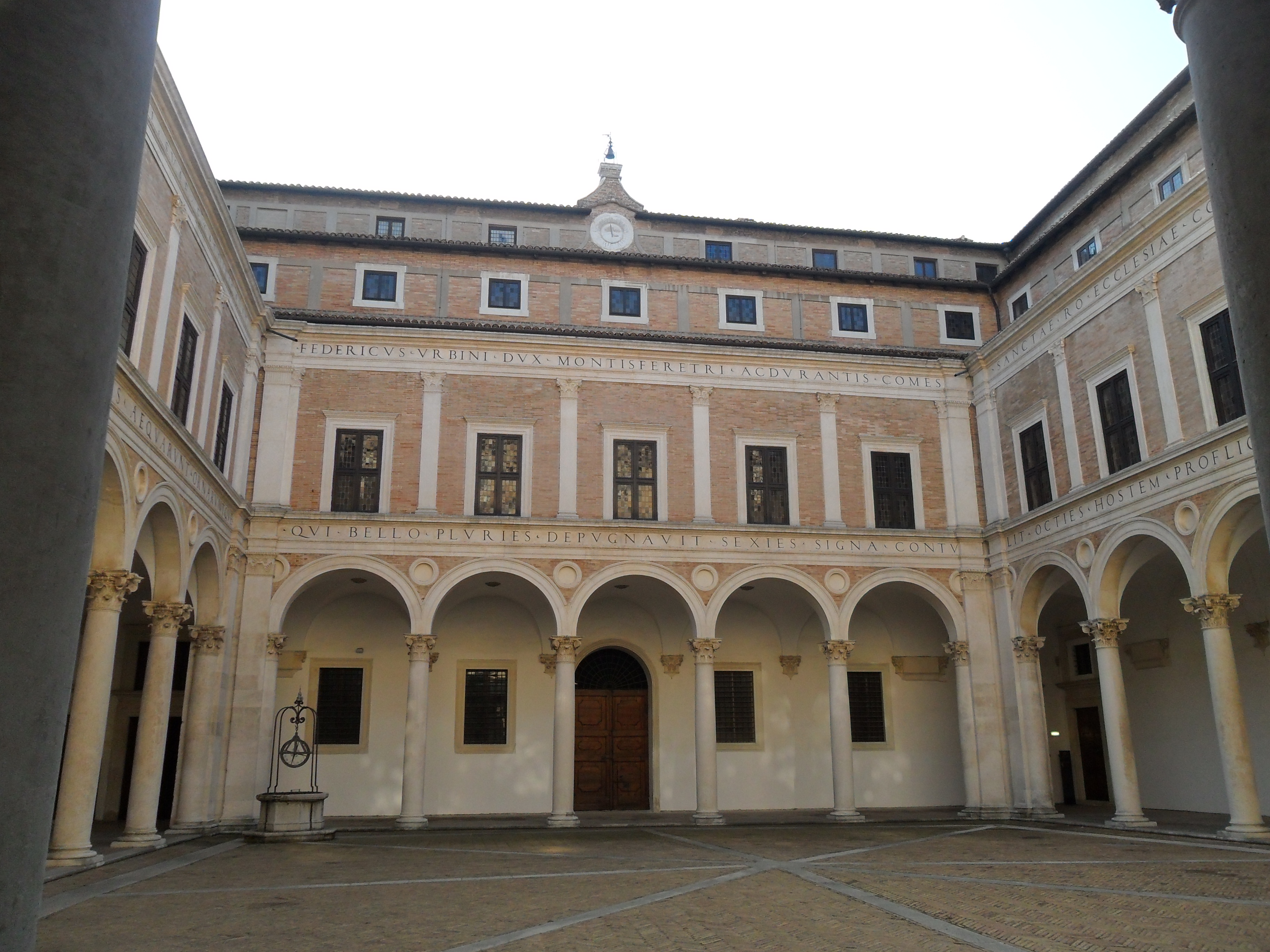
ルチアーノ・ラウラーナ

ルチアーノ（ルチャーノ）・ラウラーナ（Luciano Laurana, 1420年頃 - 1479年）は、初期ルネサンスの建築家、彫刻家。洗練された室内装飾をデザインし、その優美さと繊細さは、バロック芸術の先駆的意匠と言える。

## 生涯
ダルマチアのラ・ヴラーナ出身と考えられ、ナポリのカステル・ヌーヴォにあるアルフォンソ1世の凱旋門の彫刻を担当したフランチェスコ・ラウラーナの親戚とする説もあるが、はっきりしない。1468年に、フェデリーコ・ダ・モンテフェルトロにパラッツォ・ドゥカーレ建設の総監督に任命されるまでの彼の経歴は、ほとんど知られていない。ウルビーノを訪れたのは1465年頃で、宮廷にはピエロ・デラ・フランチェスカ、フランチェスコ・ディ・ジョルジョらが招かれていた。彼はそこで晩年までパラッツォ・ドゥカーレの建設に携わった。